# Festuca liangshanica
Festuca liangshanica är en gräsart som beskrevs av Liang Liu. Festuca liangshanica ingår i släktet svinglar, och familjen gräs. Inga underarter finns listade i Catalogue of Life.